# Jochen Vanarwegen
Jochen Vanarwegen (Lommel, 3 februari 1986) is een Belgisch voetballer die voor het seizoen seizoen 2010-2011 een contract tekende bij Witgoor Sport Dessel. Hij is 1.77 m groot. Vorige clubs van Vanarwegen waren KFC Mol Sport, Lommel SK, KVC Westerlo, KVK Tienen en SK Tongeren en Bocholt.